# Cinq minutes d'amour
Albums de France Gall
France Gall
(1973) France Gall
(1976)
Singles
1. Frankenstein
Sortie : 1972
2. Cinq minutes d’amour
Sortie : 1972
3. Par plaisir
Sortie : 1973

Singles de France Gall
Les Éléphants
(1970) La Déclaration d'amour
(1974)
Cinq minutes d’amour est le septième album studio de France Gall sorti sur vinyle le 2 janvier 1976, proposant trois 45 tours simples déjà édités par EMI en 1972 et en 1973, plus deux adaptations italiennes effectuées par Herbert Pagani, ainsi que deux titres inédits jusqu'alors (dont un titre signé par Michel Delpech) .

## Titres
| A1. | Cinq minutes d’amour      | Jean-Michel Rivat Frank Thomas | Roland Vincent   | 3:01 |
| A2. | Frankenstein              | Serge Gainsbourg               | Serge Gainsbourg | 2:37 |
| A3. | Le quatro domande         | Herbert Pagani                 | Roland Vincent   | 2:34 |
| A4. | C’est curieux de vieillir | Jean-Michel Rivat              | Bernard Liamis   | 2:44 |
| A5. | Plus haut que moi         | Yves Dessca Jean-Michel Rivat  | Toquinho         | 2:26 |

| B1. | Par plaisir          | Yves Dessca Jean-Michel Rivat    | Roland Vincent      | 2:27 |
| B2. | Les Petits Ballons   | Serge Gainsbourg                 | Jean-Claude Vannier | 2:46 |
| B3. | Le Lâche             | Jean-Michel Rivat Michel Delpech | Roland Vincent      | 3:00 |
| B4. | La Quatrième Chose   | Jean-Michel Rivat Frank Thomas   | Roland Vincent      | 2:34 |
| B5. | Sole mare cielo amor | Herbert Pagani                   | Roland Vincent      | 3:01 |

— Avec Roland Vincent et son orchestre pour les titres A1 – A3 – A4 – A5 – B1 – B3 – B4 – B5.

— Avec Jean-Claude Vannier et son orchestre pour les titres A2 et B2.